# روبرت لويد (موسيقي)
روبرت لويد (بالإنجليزية: Robert Lloyd)‏ هو موسيقي بريطاني، ولد في 5 يونيو 1959.